# Linda Gary
Pour les articles homonymes, voir Gary.
Linda Gary est une actrice américaine, née le 4 novembre 1944 à Los Angeles en Californie, et morte le 5 octobre 1995  à North Hollywood (États-Unis).

## Biographie
Née en Californie le 4 novembre 1944, Linda Gary épouse l'acteur Charles Howerton le 21 décembre 1967. Ensemble ils ont deux filles, Alexis et Dana. Elle est aussi la belle-mère de la fille de Howerton de son précédent mariage, Lynn Howerton.
En tant qu'actrice de doublage, Linda Gary prête sa voix aux différents personnages des séries télévisées de Hanna-Barbera, Marvel Productions, Universal Animation Studios, Filmation et Walt Disney Animation Studios.
A la radio, elle joue le Dr Maura Cassidy dans les 26 épisodes d'une durée d'une demi-heure chacun de Alien Worlds de Lee Hansen, diffusé entre 1978 et 1980. On entend sa voix dans plusieurs courts-métrages de l'ABC Weekend Special, une émission télévisée hebdomadaire présentant une anthologie d'histoires pour enfants et adolescents diffusée en 1977-1997.
Elle apparait à l'écran dans Joyride To Nowhere aux côtés de son mari Charles Howerton en 1977, et dans La Chasse de William Friedkin en 1980.
Linda Gary est morte d'une tumeur du cerveau en octobre 1995.

## Filmographie

### Cinéma
- 1977 : Joyride to Nowhere : Boutique Clerk
- 1980 : La Chasse (Cruising)
- 1981 : Wolfen de Michael Wadleigh : ESS Voice (voix)
- 1985 : The Secret of the Sword : Teela / Queen Marlena / Sorceress / Shadow Weaver / Glimmer (voix)
- 1987 : Le Petit Grille-pain courageux : Blender / Floor Lamp / Green Car (voix)
- 1987 : Pinocchio and the Emperor of the Night : Beatrice (voix)
- 1988 : Le Petit Dinosaure et la Vallée des merveilles : Grandma Spike (voix)
- 1991 : Dans la peau d'une blonde (Switch) : God (voix)
- 1993 : Happily Ever After : Critterina and Marina (voix)
- 1994 : Le Petit Dinosaure : Petit-Pied et son nouvel ami (The Land Before Time II: The Great Valley Adventure) (vidéo) : Grandma (voix)
- 1995 : Le Petit Dinosaure : La Source miraculeuse (The Land Before Time III: The Time of the Great Giving) (vidéo) : Grandma / Mother Quetzalcoatlus (voix)
- 1996 : Spider-Man, l'homme-araignée (saison 3 : Spider-Man: Sins of the Fathers) (vidéo) : Aunt May Parker (voix)
- 1996 : Le Petit Dinosaure : Voyage au pays des brumes (The Land Before Time IV: Journey Through the Mists) (vidéo) : Grandma (voix)
- 1996 : Father Frost : Storyteller

### Télévision

#### Téléfilm
- 1977 : Nestor, the Long-Eared Christmas Donkey (voix)
- 1981 : Faeries : Hag (voix)
- 1981 : The Puppy Saves the Circus : Emily (voix)
- 1985 : A Christmas Special : Queen Marlena, Catra (voix)

#### Série télévisée
- 1978 : Web Woman : Kelly Webster / Web Woman (voix)
- 1979 : Scooby-Doo et Scrappy-Doo (Scooby-Doo and Scrappy-Doo) : voix additionnelles (voix)
- 1981 : Blackstar : Mara (voix)
- 1981 : Spider-Man (voix)
- 1982 - 1989 : Les Schtroumpfs (The Smurfs) : Dame Barbara
- 1984 : Transformers : Chromia / Nimue / Talaria / Alana / Astoria Carlton-Ritz / voix additionnelles (voix)
- 1984 : The Voyages of Dr. Dolittle
- 1985 : It's Punky Brewster : voix additionnelles (voix)
- 1985 : Les Treize Fantômes de Scooby-Doo (The 13 Ghosts of Scooby-Doo) (voix)
- 1986 : Ghostbusters : Mysteria (voix)
- 1990 : Super Baloo (TaleSpin) : voix additionnelles (voix)
- 1991 : Pirates of Darkwater : voix additionnelles (saison 2) (voix)
- 1991 : Myster Mask (Darkwing Duck) : voix additionnelles (voix)
- 1991 : James Bond Junior (voix)
- 1994 : Skeleton Warriors : voix additionnelles (voix)